# Schota Tschotschischwili

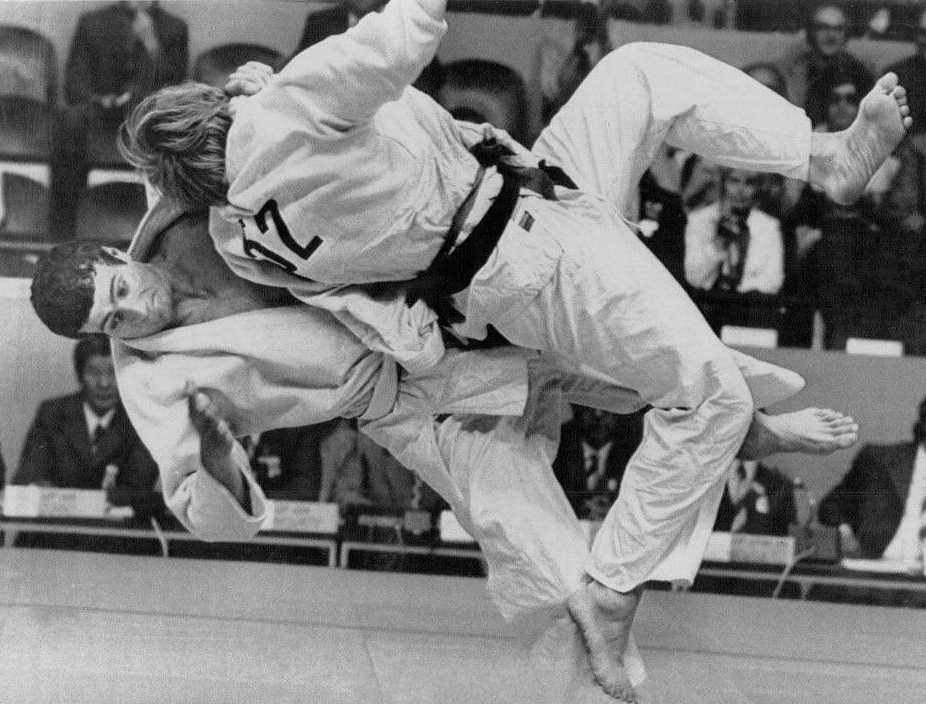
Schota Tschotschischwili (links) gegen David Starbrook (1972)

Schota Samsonowitsch Tschotschischwili (georgisch შოთა ჩოჩიშვილი; * 10. Juli 1950 in Ghwlewi, Innerkartlien; † 27. August 2009 in Gori, Innerkartlien) war ein georgischer Judoka, der für die Sowjetunion antrat. Bis 1973 trat er im Halbschwergewicht (bis 93 kg), danach im Schwergewicht (über 93 kg) an, häufig startete er auch in der Offenen Klasse.

## Leben
Bei den Olympischen Spielen 1972 bestritt Tschotschischwili sieben Kämpfe im Halbschwergewicht. Er verlor das Viertelfinale gegen den Briten David Starbrook, auf den er im Finale erneut traf. Das Finale gewann Tschotschischwili, der damit der erste sowjetische Judo-Olympiasieger war.
Im Finale der Offenen Klasse unterlag Tschotschischwili bei den Europameisterschaften 1973 und 1974 gegen seinen sowjetischen Landsmann Serhiy Nowikow, 1975 erhielt Tschotschischwili Silber in der offenen Klasse hinter dem ebenfalls für die Sowjetunion kämpfenden Giwi Onaschwili. Bei den Weltmeisterschaften 1975 in Wien unterlag Tschotschischwili gegen den Japaner Haruki Uemura im Achtelfinale der Offenen Klasse und erhielt am Ende eine Bronzemedaille. 
Bei den Olympischen Spielen 1976 unterlag er in der offenen Klasse erneut gegen Uemura, der dann auch Olympiasieger wurde, Tschotschischwili erhielt wie bei den Weltmeisterschaften im Jahr zuvor die Bronzemedaille. 1977 erhielt Tschotschischwili zum Abschluss seiner Karriere noch eine Bronzemedaille bei den Europameisterschaften in der offenen Klasse. 
1989 trat Schota Tschotschischwili in zwei Mixed-Martial-Arts-Kämpfen gegen Antonio Inoki an, den ersten Kampf gewann Tschotschischwili, den zweiten Inoki. Tschotschischwili war als Judotrainer tätig, er war später Vizepräsident des Georgischen Olympischen Komitee und des Georgischen Judoverbandes. Sein Sohn [[Ramas Tschotschischwili<Ramas]] war als Judoka für die Ukraine erfolgreich.
2003 erhielt Schota Tschotschischwili im Zusammenhang mit einer Herzoperation eine Krebsdiagnose. Nach jahrelanger Chemotherapie verstarb er 2009 im Alter von 59 Jahren.